# Římskokatolická farnost Újezd u Uničova
Římskokatolická farnost Újezd u Uničova je územní společenství římských katolíků v děkanátu Šternberk s farním kostelem svatého Jana Křtitele.

## Historie farnosti
První písemná zmínka o obci pochází z roku 1280. Až do roku 1850 patřila do šternberského panství, poté se stala samostatnou obcí v soudním okrese Uničov (politický okres Litovel, od roku 1909 politický okres Šternberk). Šlo o větší, převážně německou obec (např. v roce 1930 zde žilo celkem 1258 obyvatel, z toho 1089 Němců.
Po roce 1938 se Újezd stal součástí Sudet, po válce byli jeho původní obyvatelé vysídleni a vesnice byla dosídlena z vnitrozemí, zejména ze střední Moravy a Slovácka, ale také třeba volyňskými Čechy.

## Duchovní správci
Od července 2008 je administrátorem excurrendo R. D. Antonín Pechal.

## Bohoslužby
| Kostel                | Místo           | Bohoslužba (den) | Hodina | Poznámka     |
| --------------------- | --------------- | ---------------- | ------ | ------------ |
| svatého Jana Křtitele | Újezd u Uničova | neděle           | 10.00  | Farní kostel |

## Aktivity farnosti
Každý týden vychází Informátor pro farnosti Šternberk, Mladějovice, Horní Loděnice, Újezd u Uničova a Jívová.
Ve farnosti se pravidelně koná tříkrálová sbírka. V roce 2018 se při ní vybralo 28 642 korun.
V neděli 4. července 2021 se nedaleko kostela sv. Jana Křtitele konala slavnostní primiční mše svatá, jíž se v televizním přímém přenosu TV Noe zúčastnilo několik set věřících a příbuzných novosvěcených kněží z Moravy i z Čech.